# AZURE♯
AZURE♯（アズール シャープ）は、2013年1月に結成されたAZUREのVo.夏目樹里と、ダンサー・Ayaとからなるダンスボーカルユニット。所属事務所は(有)Bright。サポーターズクラブは「アズシャポ」。

## メンバー
| 名前        | 誕生日   | 血液型 | ニックネーム                                    | キャッチフレーズ                | 備考                                                      |
| ----------- | -------- | ------ | ----------------------------------------------- | ------------------------------- | --------------------------------------------------------- |
| Juri ジュリ | 2月16日  | O型    | じゅりっこ、りーじゅー、 じゅっちゃん、おじゅり | ガンガンボイスに ○○フェイス     | Vocal担当 AZUREのメンバー                                 |
| Aya アヤ    | 11月12日 | O型    | あや、やあちゃん                                | キレキレラップに カミカミトーク | Dance＆Rap担当 ダンスユニットDOLCE#（ドルチェ）のメンバー |

## 元メンバー
| 名前      | 誕生日  | 血液型 | ニックネーム     | キャッチフレーズ                | 備考                                                                           |
| --------- | ------- | ------ | ---------------- | ------------------------------- | ------------------------------------------------------------------------------ |
| Rumi ルミ | 5月12日 | A型    | るみ、るーちゃん | バキバキダンスに ボケボケトーク | Dance＆Choreography（振りつけ）担当 ダンスユニットDOLCE#（ドルチェ）のメンバー |

## 来歴
- 2013年1月、結成
- 2013年6月～7月、『ASUNAL CHALLENGE UP STAGE』にてDVD300枚完売目標達成
- 2013年7月28日、初ワンマンライブ開催＠名古屋HeartLand STUDIO
- 2013年8月25日、二ヶ月連続ワンマンライブ開催＠名古屋HeartLand STUDIO
- 2013年8月28日、1st Single『Balance★Game』リリース
- 2013年9月8日、『イナズマロックフェス2013』イナズマゲート2013LIVE最終選考会出場
- 2013年9月27日、『Microsoft Windows Azure Conference 2013』ライブ出演＠品川ステラボール
- 2013年10月20日、『レディオキューブ 公開録音　近畿大学工業高等専門学校 2013高専名張祭 SPECIAL LIVE 』
- 2013年11月30日、ワンマンライブ＠名古屋大須・ライブホールMID
- 2014年4月9日、2nd Single『Only Love』リリース
- 2014年6月15日、326作品アニメソング『Dot Bit Retro～ぼくだけのクソゲー～』を担当することを発表
- 2014年6月22日、『Joma DANCE Contest』(Rumi&Aya) 自由演技部門にて最優秀賞を受賞
- 2014年6月28日、『Dot Bit Retro～ぼくだけのクソゲー～』初披露
- 2014年6月28日、3rd Single 『BLACK&WHITE』先行発売
- 2014年7月2日、3rd Single 『BLACK&WHITE』発売
- 2014年7月2日、AZURE♯-アズールシャープ 公式YouTubeチャンネルにて『「BLACK&WHITE」 AZURE♯ LIVE Short Movie』公開
- 2014年8月10日、東京ワンマンにて新曲『君がいたから』初披露
- 2014年8月20日、AZURE♯-アズールシャープ 公式YouTubeチャンネルにて『「Dot Bit Retro -ぼくだけのクソゲー-」 AZURE♯ LIVE Short Movie』公開
- 2014年9月6日、大阪ワンマンにて2014年12月21日に名古屋ワンマン開催を発表
- 2014年11月16日～30日、ダイコクドラッグステーションでAZURE#の新曲『君がいたから』ダイコクドラッグPUSHアーティストとしてオンエア
- 2014年11月16日、AZURE♯-アズールシャープ 公式YouTubeチャンネルにて『君がいたから AZURE♯ LIVE Short Movie』公開
- 2014年12月21日、ワンマンライブ『Welcome to AZURE♯ World ～1st Mini Album リリースパーティー～』開催
- 2014年12月21日、ワンマンライブにて2015年5月23日に2回公演のワンマンライブ実施することを発表
- 2014年12月21日、1st ミニアルバム 『Welcom to AZURE♯ World』先行発売
- 2014年12月24日、1st ミニアルバム 『Welcom to AZURE♯ World』発売
- 2014年12月28日、津競艇場（ボートレース津）にて、『ツキツクツッキーダンス』初披露
- 2015年3月28日、2015年4月より 三重テレビ放送 毎週土曜22時～22時30分『ボーっト見せちゃいます。津ぅ』の番組司会を担当することを発表
- 2015年4月7日、2015年7月5日 東京ワンマンライブ『シャープ学園～修学旅行編～』を六本木morph-tokyoで開催することを発表
- 2017年5月28日、名古屋ワンマンをもってRumiが卒業、Juri・Ayaの2名のユニットに移行

## 作品

### シングル
|     | 発売日        | タイトル     | 備考                                               |
| --- | ------------- | ------------ | -------------------------------------------------- |
| 1st | 2013年8月28日 | Balance★Game |                                                    |
| 2nd | 2014年4月9日  | Only Love    |                                                    |
| 3rd | 2014年7月2日  | BLACK&WHITE  | 2014年6月28日 名古屋MIDにて先行発売 限定発売1000枚 |

### ミニアルバム
|     | 発売日         | タイトル                | 備考                                      |
| --- | -------------- | ----------------------- | ----------------------------------------- |
| 1st | 2014年12月24日 | Welcome to AZURE♯ World | 2014年12月21日 ワンマンライブにて先行発売 |

### 映像作品
|    | 発売日       | タイトル       | 備考                              |
| -- | ------------ | -------------- | --------------------------------- |
| MV | 2013年6月1日 | VISION～未来～ | ASUNAL CHALLENGE UP STAGE会場限定 |

## ライブ出演
2014年
- 手羽先サミット（6月7日、金山駅 (愛知県)メイン会場オープンステージ）
- セクシーオールシスターズ（6月8日、morph-tokyo）
- D' hot night vol.19（6月10日、大阪LIVE HOUSE D'）
- 名古屋　BALI BEER FESTA　ライブ（6月13日、名古屋　BALI BEER FESTA）
- D' × umie. SPECIAL LIVE Vol.2（6月14日、神戸ハーバーランドumie）
- D' × Icora Mall Izumisano SPECIAL LIVE vol.1（6月15日、いこらもーる泉佐野）
- いやしす誕生祭 いが☆グリオステージ（6月21日、名古屋栄オアシス21）
- いやしす誕生祭 いが☆グリオステージ（6月22日、名古屋栄オアシス21）
- BIG CRUNCH（6月22日、名古屋Live & Lounge Vio）
- りっちゃフレンズ 名古屋編（6月28日、名古屋大須M.I.D）
- 着膨れ社長生誕祭（6月29日、石山U☆STONE）
- リリース記念ミニライブ＆サイン会（7月5日、アクアウォーク大垣・アクアコート）
- リリース記念ミニライブ＆サイン会（7月6日、プレ葉ウォーク浜北・プレ葉コート）
- りっちゃフレンズ　七夕編（7月7日、大阪LIVE HOUSE D'）
- Bright Magic Vol.4～Beer Night Live～（7月11日、名古屋大須M.I.D）
- GRAVITY vol.5（7月13日、六本木morph-tokyo）
- クマガイタツロウ祭り～女子アイドル＆ダンサー集合！～（7月19日、グンゼタウンセンター つかしんカリヨンガーデン）
- ark present's【vivid carnival】vol.19 in栄広場（7月20日、栄広場）
- 東名阪ワンマンツアー2014 ～ホップ！ステップ！シャープってかんじでおねがいします！！～（7月26日、名古屋大須M.I.D）
- NACO LOUNGEライブ（8月3日、星が丘テラス NACO LOUNGE）
- 東名阪ワンマンツアー2014 ～ホップ！ステップ！シャープってかんじでおねがいします！！～（8月10日、渋谷RUIDO K2）
- ☆プレ葉 SUMMER GIRLS SONIC☆（8月16日、プレ葉ウォーク浜北・プレ葉コート）
- NACO LOUNGE Fes. 〜Vimclip「SEX YOU UP」発売記念フリーライブ・ツアー × C・M・T meeting〜（8月16日、星が丘テラス NACO LOUNGE）
- LIVE DAM presents Idol wave 2014夏 GIRLS WAVE（8月31日、名古屋栄オアシス21）
- NACO LOUNGEライブ（8月31日、星が丘テラス NACO LOUNGE）
- 東名阪ワンマンツアー2014 ～ホップ！ステップ！シャープってかんじでおねがいします！！～（9月6日、大阪LIVE HOUSE D'）
- 東名阪ワンマンツアー2014 ～AZUSHAPO AFTER PARTY～in大阪（9月6日、大阪LIVE HOUSE D'）
- セクシー＆キューティー☆オールシスターズ（9月15日、六本木morph-tokyo）
- インストアライブ（9月20日、プレ葉ウォーク浜北・プレ葉コート）
- D'×Icora Mall Izumisano SPECIAL LIVE vol.13（9月21日、いこらもーる泉佐野）
- D'×SUZUKA SPECIAL LIVE Vol.6（9月23日、イオンモール鈴鹿）
- Bright Magic Vol.5（9月4日、名古屋大須M.I.D）
- SHIBUYA GIRLS EMOTION（10月18日、渋谷RUIDO K2）
- NACO LOUNGE ファイナルLIVE（10月19日、NACO LOUNGE）
- 明治村50周年×東海ラジオ55周年（10月25日、明治村 呉服座）
- ミニライブ＆サイン会（11月1日、プレ葉ウォーク浜北・プレ葉コート）
- The Fifth Element vol.1（11月2日、栄MUJICA、ROXX栄）
- 木曽川町 商工まつり（11月9日、イオンモール木曽川 西側平面駐車場）
- プレ葉6th ANNIVERSARY SPECIAL（11月15日、プレ葉ウォーク浜北・プレ葉コート）
- Mie Cinderella Collection 2014（11月16日、三重県総合文化センター 中ホール）
- Passion!! TOUR 2014 秋（11月19日、浜松FORCE）
- Passion!! TOUR 2014 秋（11月23日、名古屋大須M.I.D）
- OSAKA New World Vol.3（12月2日、大阪LIVE HOUSE D'）
- Sweet Revenge Vol.1（12月7日、CLUB REON）
- インストアライブ（12月14日、サンストリート亀戸）
- インストアライブ（12月20日、イオンモール名古屋茶屋）
- ワンマンライブ『Welcome to AZURE♯ World ～1st Mini Album リリースパーティー～』（12月21日、名古屋大須M.I.D）
- 『ボ～っトしちゃいます。津ぅ』公開収録（12月24日、津競艇場）
- ボートレース津ファン感謝祭（12月28日、津競艇場）

2015年
- 新春爆笑ステージものまね芸人「ホリ」登場！！オープニングアクト（1月4日、プレ葉ウォーク浜北・プレ葉コート）